# Anaespogonius piceonigris
Anaespogonius piceonigris là một loài bọ cánh cứng trong họ Cerambycidae.